# Nor Chichas
Nor Chichas é uma província da Bolívia localizada no departamento de Potosí, sua capital é a cidade de Cotagaita.